# Adel Gholami
Adel Gholami (in persiano عادل غلامی‎; Amol, 9 febbraio 1986) è un pallavolista iraniano.
Gioca nel ruolo di palleggiatore nel Khatam Ardakan.

## Palmarès

### Club
- Campionato iraniano: 2

2015-16, 2016-17
- Campionato asiatico per club: 3

2016, 2017, 2018

### Premi individuali
- 2018 - Campionato asiatico per club: Miglior centrale